# Berzo Demo
Berzo Demo là một đô thị trong tỉnh tỉnh Brescia thuộc vùng Lombardia, Ý. Đô thị này có diện tích 15 km²]], dân số 18447 người. Các đơn vị dân cư trực thuộc là: Các đô thị giáp ranh gồm: Cedegolo, Cevo, Malonno, Paisco Loveno, Sellero, Sonico